# Feldballe Sogn
Feldballe Sogn er et sogn i Syddjurs Provsti (Århus Stift).
I 1800-tallet var Nødager Sogn anneks til Feldballe Sogn. Begge sogne hørte til Djurs Sønder Herred i Randers Amt. Feldballe-Nødager var én sognekommune, men ved kommunalreformen i 1970 blev Feldballe Sogn indlemmet i Rønde Kommune, Nødager Sogn i Midtdjurs Kommune. Begge disse storkommuner indgik ved strukturreformen i 2007 i Syddjurs Kommune.
I Feldballe Sogn ligger Feldballe Kirke.
I sognet findes følgende autoriserede stednavne:
- Barkær (bebyggelse)
- Essig (bebyggelse, ejerlav)
- Feldballe (bebyggelse, ejerlav)
- Kejlstrup (bebyggelse, ejerlav)
- Kongsbakke (areal)
- Langsø (bebyggelse, vandareal)
- Lyshøj (areal)
- Møgelbjerg (areal)
- Møgelmose (bebyggelse)
- Møllerup (ejerlav, landbrugsejendom)
- Skårup (bebyggelse, ejerlav)
- Sølille (bebyggelse)
- Tilsbjerg (areal)
- Troldhuse (bebyggelse)
- Tåstrup (bebyggelse, ejerlav)
- Tåstrup Sand (bebyggelse)
- Ulstrup (bebyggelse, ejerlav)
- Øjesø (vandareal)